# Sainte-Anne-sur-Gervonde
Sainte-Anne-sur-Gervonde ist eine französische Gemeinde mit 757 Einwohnern (Stand: 1. Januar 2022) im Département Isère in der Region Auvergne-Rhône-Alpes. Sie gehört zum Arrondissement Vienne und zum Kanton Bièvre. Die Einwohner werden Trablinots genannt.

## Geographie
Die Gemeinde Sainte-Anne-sur-Gervonde liegt 28 Kilometer ostsüdöstlich von Vienne. An der nordöstlichen Gemeindegrenze verläuft auf einem kurzen Stück das Flüsschen Agny, sein Zufluss Gervonde durchquert das Gemeindegebiet. Umgeben wird Sainte-Anne-sur-Gervonde von den Nachbargemeinden Meyrieu-les-Étangs im Nordwesten und Norden, Culin im Norden, Tramolé im Nordosten, Eclose-Badinières im Osten sowie Châtonnay im Süden und Westen.

## Bevölkerungsentwicklung
| Jahr                       | 1962 | 1968 | 1975 | 1982 | 1990 | 1999 | 2011 | 2021 |
| -------------------------- | ---- | ---- | ---- | ---- | ---- | ---- | ---- | ---- |
| Einwohner                  | 305  | 269  | 270  | 283  | 337  | 399  | 579  | 744  |
| Quellen: Cassini und INSEE |      |      |      |      |      |      |      |      |

## Sehenswürdigkeiten
- Kirche Sainte-Anne

## Persönlichkeiten
- Paul Pellet (1859–1914), Bischof von Lagos